# Tubutama
Para el municipio del cual éste pueblo es cabecera, véase: «Tubutama (municipio)»
Tubutama es un pueblo mexicano ubicado en el norte del estado de Sonora, en la región del desierto sonorense. El pueblo es cabecera municipal y la segunda localidad más habitada del municipio de Tubutama, sólo después del ejido La Sangre. Según datos del Instituto Nacional de Estadística y Geografía (INEGI), en 2010 Tubutama contaba con 348 habitantes, siendo una de las cabeceras municipales más pequeñas y menos pobladas del estado.
Fue fundado en el año de 1691 por el misionero jesuita Eusebio Francisco Kino como una misión religiosa bajo el nombre de San Pedro y San Pablo de Tubutama, con el propósito de evangelizar a las tribus pimas que habitaban en ese lugar en los tiempos de la conquista.
Se ubica a 99.3 km al suroeste de la ciudad fronteriza de Heroica Nogales en la frontera con Estados Unidos, a 249 km al norte de Hermosillo la capital estatal, a 255 km al este de la ciudad portuaria de Puerto Peñasco en el mar de Cortés y a 503 km al nornoroeste de Ciudad Obregón, la segunda más importante del estado.